# Simulium duplex
Simulium duplex es una especie de insecto del género Simulium, familia Simuliidae, orden Diptera.
Fue descrita científicamente por Shewell & Fredeen, 1958.